# С. Дж. Сурья
С. Джастин Селварадж, известен под псевдонимом С. Дж. Сурья (там. எஸ். ஜே. சூர்யா; англ. S. J. Surya, род. 20 июля 1968 года) — индийский режиссёр, актёр, кинопродюсер, кинокомпозитор и закадровый исполнитель.

## Биография
Родился под именем Джастин Селварадж в деревушке Васудеваналлур недалеко от Пулиангуди, в Тамилнаде в христианской семье. Переехав в Ченнаи, начал обучаться на факультете физики в Loyola College. Несмотря на то, что он получил возможность продолжить обучение в инженерном колледже в Мадурае, он отклонил предложение и остался в Ченнаи, надеясь найти прорыв в качестве актёра. Чтобы быть финансово независимым, он начал работать в отелях и в качестве стюарда, прежде чем получил предложение обучаться у опытного режиссёра К. Бхагьяраджа. Он начал работать ассистентом режиссёра в фильмах Aasai под руководством Васанта и Sundara Purushan под руководством Сабапатхи Декшинамурти.
Во время съёмок фильма Ullaasam, актёр Аджит Кумар заметил Сурью, он решил послушать его сценарий для будущего фильма. Аджит, под впечатлением от повествования, впоследствии помог С. С. Чакраварти, чтобы он спродюсировал фильм, и команда начала работу над фильмом Vaali, который вышел в 1999 году. Изначально на главную женскую роль претендовала Кирти Редди, но вместо неё Сурья выбрал Джотику, сестру Нагмы, для которой этот фильм стал дебютом в тамильском кинематографеФильм имел коммерческий успех, так и в кассовых сборах, так и в критике.
После премьерного показа Vaali, продюсер А. М. Ратнам выбрал его, чтобы он снял фильм Kushi с Виджаем и Джотикой в главных ролях, которого рассказывает об паре эгоистичных влюбленных студентов колледжа. Фильм был выпущен в 2000 году и имел коммерческий успех.
После премьеры фильма, Сурья решил сделать ремейк на телугу. Паван Кальян, после того как он послушал сценарий ремейка, согласился сыграть главную роль, отложив два других фильма. Бхумику Чавлу пригласили, чтобы она повторила роль Джотики, а сценарий немного изменили, для телугуязычной аудитории. Телугуязычный Kushi также стал коммерчески успешным фильмом в 2001 году. Через год вышла хиндиязычная версия Khushi, в котором снялись Фардин Хан и Карина Капур, в отличие от предыдущих версий, провалившийся в прокате.
В начале 2001 году Сурья начал работать над фильмом New, на главные роли в котором изначально пробовались Аджит Кумар и Джотика. Однако Аджит отказался, и Сурье пришлось играть главную роль самому, что стало его полноценным актёрским дебютом. На женскую роль пригласил актрису Симран.
Параллельно с этим фильмом, он снял телугуязычную версию под названием Naani с Махешем Бабу и Амишей Патель. Этот фильм был снят за 100 дней, но он мог оставить актёрскую карьеру между сценами, когда он знал что его актерская игра не сможете затмить карьеру режиссера. Фильм вышел в 2004 году, а музыка А. Рамзана к фильму приблизился к рекордам по продаже. Телугуязычная версия провалилась. Взрослая тема фильма вызвала противоречия, и после выпуска женщины-активисты в штате Тамилнад потребовали запрета фильма после его выпуска, который, по их словам, содержал непристойные сексуальные сцены. Сурья ответил, что секс-сцены есть, потому что сюжетная линия требует их, и описал свой фильм как «беллетристику, смешанную с сексом и комедией».
В августе 2005 года Высший суд Мадраса отозвал сертификат фильма о прохождении цензуры и поручил комиссару полиции Ченнаи расследовать две уголовные жалобы, зарегистрированные против него, постановив, что фильм не обеспечивает «чистого и здорового развлечения», и что он не выполнит свои обязанности, если он не отзовёт сертификат, поскольку первоначально тот получил «A» сертификат при сомнительных обстоятельствах. Затем Сурья был арестована городской полицией за то, что якобы попросил мобильный телефон женщине-чиновнику совета по цензуре в приступе гнева во время постпродакшн фильма He was later released without charge.. Ещё одно дело было возбуждено в марте 2006 года Центральным советом по цензуре, подавшим жалобу на Сурью за использование кадров из сцен, которые были удалены из фильма. Впоследствии он был арестован во второй раз до освобождения.
В 2004 году Сурья объявил о новом проекте под названием Isai.
В этом фильме он вновь сам сыграл главную роль, также он согласился взять в этот фильм дебютантку Миру Чопру двоюродную сестру Приянки, дав ей псевдоним Нила. Он рассказал, что был вдохновлен сделать фильм, чтобы показать, что молодые возлюбленные должны дать друг другу пространство, и хотел продемонстрировать, что отношение индийских молодых людей к отношениям изменилось с предыдущего десятилетия.
Сурья начал работать над проектом Aezhumazhai vs Chitra в жанре романтической комедии с Силамбарасаном и Асин в главных ролях. Но несмотря на фотосессию фильм, который должен был продюсировать С. С. Чакраварти, в конечном итоге не удалось развиться, и те, кто принимал участие, перешли к другим компаниям.
Сурья начал работать над другим проектом Puli, в жанре полицейского триллера с участием Виджая в 2005 году. Главную женскую роль должна была сыграть Асин, так как он разработал проект наряду с его актёрской карьерой.
Однако к началу 2006 года Виджай выбыл из проекта после того, как Сурья отказался вносить изменения в сценарий.
Однако съёмки фильма снова не состоялись, и Сурья отложил производство. После переноса нескольких его проектов, он объявил, что будет режиссировать и играть в фильме Pesum Deivangal для детской аудитории, в попытке удалить «неряшливый» образ, с которым он использовал в фильмах, но съёмки не состоялись.
В 2007 году он действовал как актёр, сначала в научно-фантастической комедии Viyabari, где он сыграл миллиардера, который сделал двойника самого себя, чтобы заботился о своей семье, затем в Thirumagan. Оба фильма провалились в прокате, и он отложил на неопределённый срок ещё один проект Pandigai. Через два года вышел фильм Newtonin Moondram Vidhi, где он сыграл модельера, который мстит за смерть своей возлюбленной. Фильм получил хорошие отзывы критиков.
В 2007 году Сурья заявил, что решил снова начать работать над проектом Puli, который решил снять только на телугу с Паваном Кальяном, также выбрав А. Р. Рахмана в качестве композитора. На женскую роль претендовала Хансика Мотвани, но вместо неё режиссёр нашёл дебютантку Никешу Патель. Фильм снимали три года, по его словам этот фильм был как «проект его мечты». Фильм вышел в 2010 году, но получил негативную оценку со стороны критиков и провалился в прокате.
В 2011 году он решил перезапустить проект Isai и по совету А. Р. Рахмана сам сочинил для него музыку. Через год он запустил первый постер, где были изображены он и Сулагна Паниграхи, которой он дал псевдоним Савитри. Фильм снимали два года, на роль злодея пробовались Пракаш Радж и Сатьярадж. Сурья учился на музыканта, занимаясь до десяти часов в день в течение шести месяцев. Фильм вышел в 2015 году и имел коммерческий успех, несмотря на задержку.
В 2016 году вышел фильм Iraivi, где он сыграл режиссёра-алкоголика, получивший положительную оценку и коммерческий успех. Через год вышли два фильма Spyder, где он сыграл убийцу с редким психическим расстройством, и Mersal, где он сыграл врача, ради съёмок отрастив бакенбарды. Фильм имели коммерческий успех, а Сурья получил награду SIIMA за лучшую мужскую роль второго плана.
В начале 2019 года вышел комедийный фильм Monster, где он сыграл учёного. Фильм имел положительную оценку.
Сейчас Сурья снимается в двуязычном фильме Uyarndha Manithan вместе с Амитабхом Баччаном. Для него он станет полноценным дебютом в качестве актёра в Болливуде.

## Фильмография

### В качестве режиссёра
- 1999 — Vaali
- 2000 — Kushi
- 2001 — Kushi (тел.)
- 2003 — Khushi (хинди)
- 2004 — New / Naani (тел.)
- 2005 — Anbe Aaruyire
- 2010 — Puli (тел.)
- 2015 — Isai

### В качестве актёра
| Год  |   | Русское название | Оригинальное название   | Роль                      |
| ---- | - | ---------------- | ----------------------- | ------------------------- |
| 2004 | ф |                  | New                     | Вичу/Паппу                |
| 2005 | ф |                  | Anbe Aaruyire           | Шива                      |
| 2006 | ф |                  | Kalvanin Kadhali        | Сатья                     |
| 2007 | ф |                  | Thirumagan              | Тангапанди                |
| 2007 | ф |                  | Vyabari                 | Сурьяпракаш и его двойник |
| 2009 | ф |                  | Newtonin Moondram Vidhi | Гуру                      |
| 2010 | ф |                  | Puli                    | Хуссейн                   |
| 2012 | ф | Друг             | Nanban                  | Панчаван Паривентан       |
| 2015 | ф |                  | Isai                    | А. К. Шива                |
| 2016 | ф |                  | Iraivi                  | Арул                      |
| 2017 | ф |                  | Spyder (тел.) (там.)    | Бхайравуду / Судалай      |
| 2017 | ф | Исчезновение     | Mersal                  | Дэниэл Арокиярадж         |
| 2019 | ф |                  | Monster                 | Анджанам Алагия Пиллай    |
| 2019 | ф |                  | Uyarndha Manithan       |                           |